# Streptococcaceae
Streptococcaceae es una familia de bacterias gram-positivas , dentro del orden Lactobacillales. Géneros representativos incluyen Lactococcus, Lactovum, Pilibacter, y Streptococcus.
- Datos: Q140018
- Multimedia: Streptococcaceae / Q140018
- Especies: Streptococcaceae